# 大葉蘚
大葉蘚（学名：Rhodobryum roseum）为真蘚科大葉蘚屬下的一个种。